# 몬스터 콜
《몬스터 콜》(영어: A Monster Calls)은 2016년 공개된 스페인의 다크 판타지 영화로 패트릭 네스의 동명 소설을 원작으로 후안 안토니오 바요나가 감독과 각본을 직접 썼다. 이 영화에는 시거니 위버, 펄리시티 존스, 토비 케벨, 리엄 니슨, 루이스 맥두걸이 출연한다.
이 영화는 2016년 토론토 국제 영화제에서 2016년 9월 10일에 첫 상영 되었다. 이후 2016년 10월 7일 스페인과 2017년 1월 1일 영국에서 개봉되었다. 미국에서는 2016년 12월 23일에 제한적으로 공개된 후 1월 6일에 전역에 개봉되었다.

## 출연진
- 루이스 맥두걸 - 코너 오맬리 역
  - 맥스 골드스 - 5세 코너 오맬리 역
- 시고니 위버 - 코너의 할머니 역
- 펄리시티 존스 - 코너의 어머니 역
- 토비 케벨 - 코너의 아버지 역
- 리엄 니슨 - 괴물 역 (목소리)
  - 톰 홀랜드가 제작 촬영 하루동안 괴물의 대역을 연기했다.[3]
- 제임스 멜빌 - 해리 역
- 릴리로즈 아슬란도그두 - 릴리 역
- 제럴딘 채플린 - 코너가 다니는 학교 선생님 역